# Distrito Escolar Yuma Union High

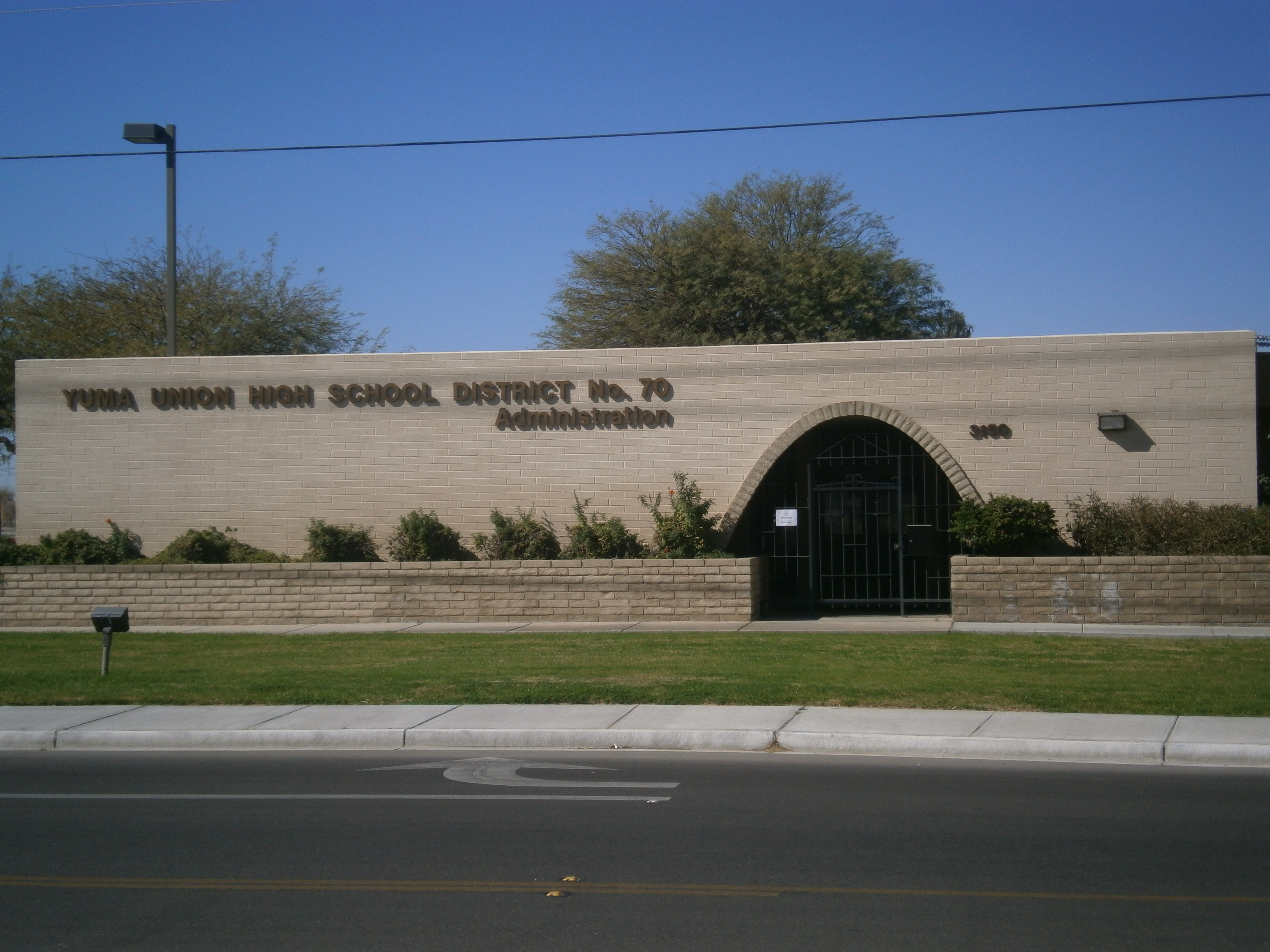
Sede del distrito

El Distrito Escolar Yuma Union High (Yuma Union High School District No. 70, YUHSD) es un distrito escolar de Arizona. Tiene su sede en Yuma, y gestiona escuelas preparatorias (high schools).
El distrito abrió en 1909. A partir de 2014 tenía 10.875 estudiantes.